# Signal d'appel au secours
Pour les articles homonymes, voir Au secours ! (homonymie).

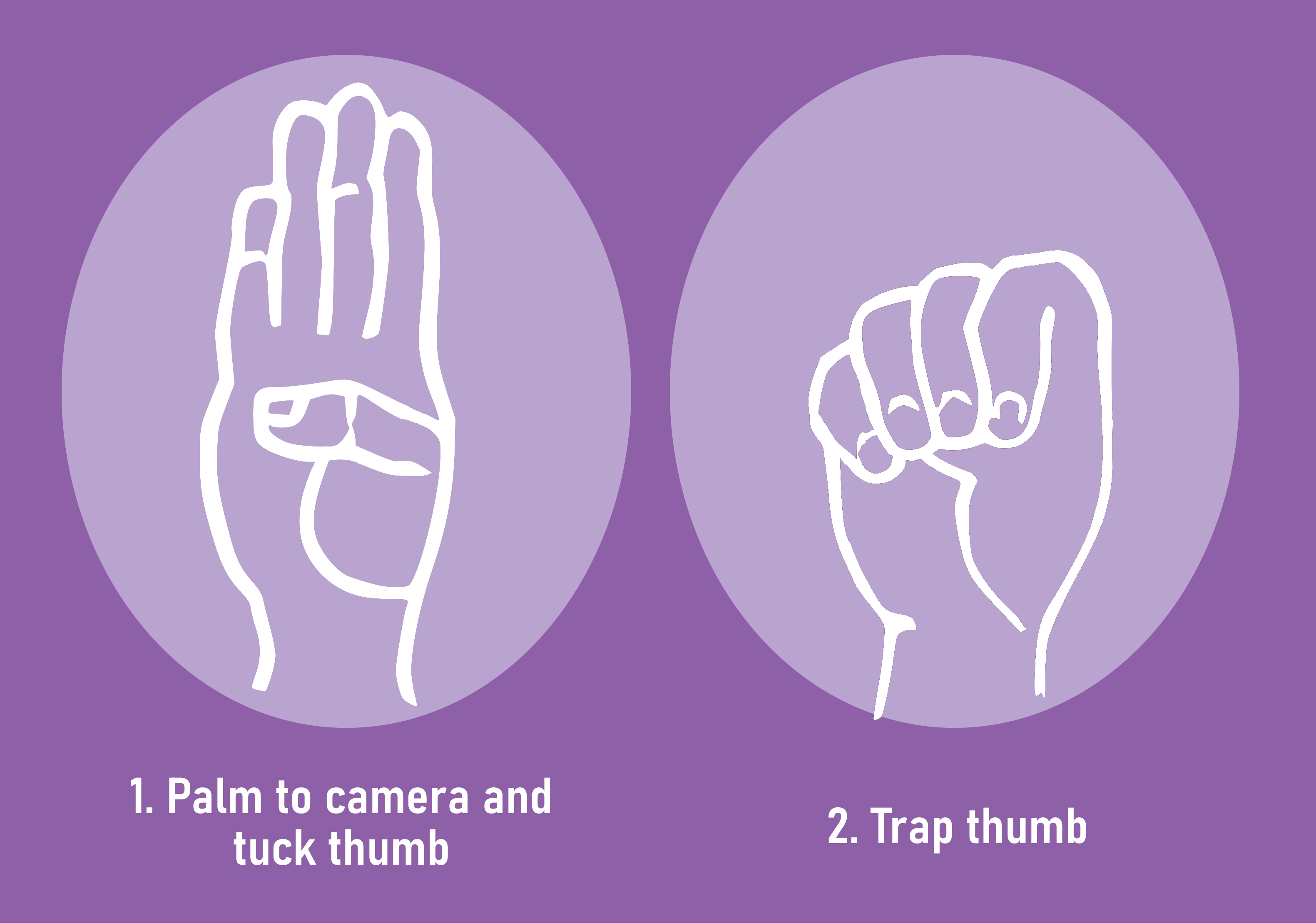
Schéma du signal.

Le signal d'appel au secours (ou signal de détresse par violences domestiques) est un geste à une main qui peut être utilisé par quiconque pour alerter autrui qu'il se sent menacé et a besoin d'aide, en vidéo ou en présentiel. À l'origine, il fut créé comme outil pour lutter contre l'augmentation du nombre des cas de violences domestiques dans le monde, conséquences des mesures d'isolement prises à cause de l'épidémie de COVID-19.

## Caractéristiques
Le signal est réalisé en plaçant sa main ouverte, doigts serrés et pointant vers le haut. Le pouce est ramené vers l'intérieur de la main, puis les autres doigts s'abaissent, piégeant symboliquement le pouce. Ce signal a été intentionnellement pensé comme un unique mouvement continu de la main, plutôt qu'un signe maintenu dans une position, et qui puisse être facilement reconnaissable.
Le signal d'appel au secours a été introduit pour la première fois au Canada par la Fondation canadienne des femmes (en) le 14 avril 2020 et le 28 avril 2020 aux États-Unis par le Réseau de Fonds pour les Femmes (Women's Funding Network). Il reçut des éloges généralisées, à l'échelle locale, nationale et internationale dans les organisations de l'information car celui-ci constitue une aide majeure au problème de l'augmentation du nombre des violences domestiques.
Étant donné que les agresseurs peuvent potentiellement être mis au courant du signal en raison de l'étendue de sa notoriété sur les réseaux, la Fondation canadienne des femmes  et d'autres organisations ont précisé que ce signal n'est pas « un remède miracle », mais plutôt un outil qu'une personne peut être amenée à utiliser pour recevoir de l'aide.
Des instructions pour savoir que faire si l'on voit quelqu'un utiliser le signal, et comment consulter cette personne de façon sûre, ont aussi été faites,.